# MOK

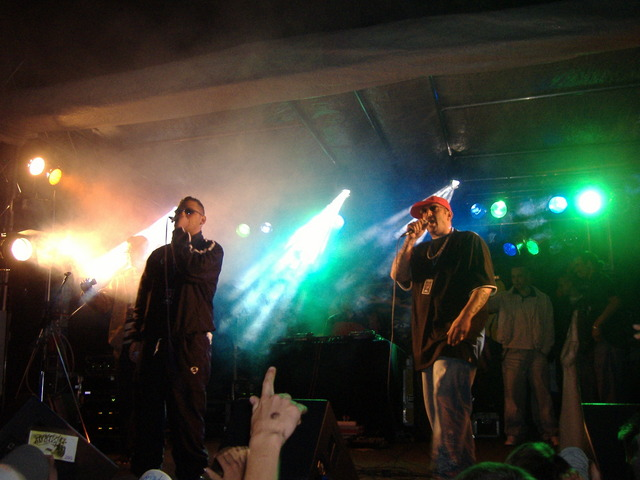
Bass Sultan Hengzt und MOK bei einem Konzertauftritt

MOK (* 21. September 1976 in West-Berlin; bürgerlich Tarkan Karaalioğlu) ist ein deutscher Rapper türkischer Abstammung aus Berlin. Seinen Künstlernamen MOK (ein Akronym von „Muzik oder Knast“ bzw. „My Own Kingdom“) gab ihm der Berliner Rapper Maxim. Er war Mitglied der Rap-Crew Die Sekte, stand bei dem Label Sektenmuzik jedoch nicht unter Vertrag. Er führt ein eigenes Label namens Yo!Musix. Den Vertrieb für die Veröffentlichungen seines Labels übernimmt Sony BMG.

## Biografie
Geboren in Berlin-Neukölln, schloss sich MOK der Crew NHS an, in der er seine Zeit mit Trainbombing verbrachte. 1994 machte er Bekanntschaft mit Berlin Crime, schon nach ersten Versuchen wurde MOK ein festes Mitglied. 1995 trennte er sich jedoch von der Gruppe und fing erneut mit Graffiti an. Zur gleichen Zeit bildete sich die Crew CMD („Criminal Minded“), eine deutschlandweit verzweigte Crew, die sich mit Trainbombing beschäftigt. Die nächsten fünf Jahre nutzte MOK, um seine vorhandenen Talente zu erweitern.
Seine ersten Rapversuche machte MOK mit ASEK von der Kaosloge. Zur etwa gleichen Zeit lernte er Mach One von Bassboxxx kennen. MOK, Mach One und Tony D beschlossen gemeinsam Tracks aufzunehmen, woraus später die Crew Die Echten resultierte.
2002 nahm MOK sein erstes Album Fick M.O.R. auf. Der Titel ist ein Angriff auf die Gruppe Masters of Rap, die sich M.O.R. abkürzt. Enthalten waren mehrere Features, unter anderem mit Frauenarzt.
Als es Probleme bei Bassboxxx gab, stimmte MOK dem Vorschlag zu, sich von Sido produzieren zu lassen. Gemeinsam mit Tony D trat er im Jahr 2003 der Rap-Crew Die Sekte bei.
2006 gründete MOK sein eigenes Label ersboeserjunge beim Vertrieb Sony BMG. Im Mai 2007 ließ MOK das Label zuerst in Ghetto Kingz, später in Yo!Musix umbenennen. Der Grund für diese Änderung war, dass Bushidos Anwälte drohten MOK zu verklagen und dieser nicht die Chance sah einen kostenintensiven Prozess zu gewinnen.
Am 5. März 2007 hatte MOK es mit seinem neuen Video Big Boss in die TOP 10 der MTV TRL Charts geschafft. Es war das erste Mal, dass ein Video von ihm im TV gespielt wurde. In der ersten Ausgabe der wöchentlich laufenden Show Urban TRL konnte er Platz 5 der Most Wanted erreichen. Am 25. Mai 2007 wurde MOKs erstes Soloalbum Hustler veröffentlicht.
Die geplante Single-Auskopplung „Strassenmukke“ wurde abgebrochen und stattdessen Ende 2007 ein gleichnamiges Album mit 17 Titeln und exklusivem Videomaterial veröffentlicht.
2004 wurde die EP Neukölln Hustlers veröffentlicht. 2005 folgte Muzik oder Knast. Danach begannen die Arbeiten am Mixtape Badboys, das 2006 veröffentlicht wurde. Noch im selben Jahr erschien die Fortsetzung als Doppel-CD. Ende des Jahres veröffentlichte MOK zusätzlich noch die CD Das Beste. Sie enthält zehn exklusive Stücke und vier Bonussongs. Des Weiteren befindet sich auf dem Album Videomaterial.
Seit November 2013 sitzt MOK in Untersuchungshaft. Ihn erwartet eine zweijährige Haftstrafe wegen Sachbeschädigung in Zusammenhang mit seiner Tätigkeit als Graffitikünstler. Vorher war er vor der Polizei geflohen und pendelte etwa drei Jahre lang zwischen Berlin und Paris.

## Diskografie
Alben
- 2005: Muzik oder Knast (indiziert)
- 2007: Muzik oder Knast (Premium Edition) (indiziert)
- 2007: Hustler (indiziert)
- 2007: Strassenmukke
- 2008: Geldwäsche (mit G-Hot)
- 2009: Most Wanted
- 2013: Ghettopicasso

Mixtapes
- 2006: Bad Boys (indiziert)
- 2006: Bad Boys 2 (Doppel-CD) (indiziert[2])
- 2008: Badboys Limited

Kompilationen
- 2006: Das Beste
- 2008: Jailhouse Pop

EPs
- 2002: Fick MOR (indiziert)
- 2004: Neukölln Hustler
- 2005: Fick MOR (zerhackt & runtergeschraubt von DJ Kologe (Frauenarzt))
- 2007: Big Boss
- 2007: Fick MOR Premium Edition (indiziert)

Singles
- 2007: Hustler
- 2009: Intro

Disstracks
- Die gesamte EP „Fick MOR“ (Masters Of Rap-Diss)
- Sonny Dead (Bushido-Diss)
- Sonny Kek (Bushido-Diss)
- Sonny Kek Part 2 (Bushido-Diss)
- Ghettomuzik (Shok Muzik-Diss)
- Mein Lifestyle (D-Irie-Diss)
- Ich bang dich (D-Irie- und Ufuk-Sahin-Diss)
- Ich mach mein Ding alleine (Bushido-Diss)
- Das ist Ansage (D-Irie-Diss)
- Du Opfer (Bushido-Diss)
- Irie-Fick (D-Irie-Diss)
- Es kann nur einen geben (Bushido-, Kool-Savas-, Eko-Fresh und Azad-Diss)
- Frohe Ostern (Farid-Bang-, Bushido- und Fler-Diss)
- One (Bushido-, Eko-Fresh- und Azad-Diss)
- Hallo Farid (mit Basstard) (Farid-Bang-Diss)
- Gemein wie Zehn (Bushido-Diss)

### Sonstige
- 2006: Ich fick das ganze Land (Juice-Exclusive! auf Juice-CD #69)
- 2007: Strassenmucke (feat. Sido) (Juice Exclusive! auf Juice-CD #72)